# التأثيرات الدينية على الزرادشتية
التأثيرات الدينية على الزرادشتية ( بالانجليزي: Religious influences on Zoroastrianism ) مقالة تتكلم عن تاثير الاديان على عقائد وممارسات الزرادشتية وتعتبر الديانة البابلية  والهلنستية و المسيحية والإسلام اكبر المؤثرين.

## تأثير الديانة العيلامية
في أرشيف تحصينات برسيبوليس ، يظهر همبان ( اله علامي ) بشكل أكثر شيوعًا من أي إله عيلامي أو فارسي آخر، بإجمالي ستة وعشرين ذكرًا (للمقارنة، يظهر أورامزدا، وهو شكل مبكر من أهورا مزدا ، عشر مرات فقط).  وقد قيل أنه في هذه الفترة، يجب اعتباره إلهًا فارسيًا، وليس إلهًا عيلاميًا بحتًا. وقد قيل أنه في هذه الفترة، يجب اعتباره إلهًا فارسيًا، وليس إلهًا عيلاميًا بحتًا وبشكل عام، تلقى أكبر عدد من القرابين من بين جميع الآلهة الموثقة في المصادر النصية. كانت كمية الحبوب التي قدمتها له الإدارة الأخمينية أكبر بثلاث مرات من تلك التي قدمتها لأورامزدا يتم تسمية العروض المقدمة له باسم bakadaušiyam في حالات متعددة هذا المصطلح، على الرغم من أنه عيلامي، هو قرض من اللغة الفارسية القديمة، ويمكن ترجمته إلى "(عيد) تقديم القرابين إلى (الإله)". وبالتالي فمن المحتمل أنه يشير إلى وليمة عامة. وتم توثيق احتفالات مماثلة لعدد قليل فقط من الآلهة الأخرى. يقترح ووتر هنكلمان أن الإشارات إلى باكادوشيام هومبان من المرجح أن تعكس شعبيته ومكانته كإله ملكي. كانت معظم المواقع التي كان يُعبد فيها هومبان في العصر الأخميني عبارة عن مدن تقع بالقرب من شبكة الطرق الملكية
وذهبت ماري بويس إلى حد اقتراح أن بروز هومبان في الفترة العيلامية الجديدة أثر على مكانة أهورا مزدا في التقاليد الدينية اللاحقة للفرس

## تأثير الديانتين البابلية واليونانية
خفارة كلمة أفستية لمفهوم زرادشتي ، تعني حرفيًا "المجد" أو "الروعة"، لكنها تُفهم على أنها قوة أو قدرة إلهية باطنية تُسقط على المُعين وتُعينه. وبالتالي، فإن الاسم المحايد يُشير أيضًا إلى "المجد الملكي (الإلهي)"، مما يعكس التفويض الإلهي المُتصوَّر للملوك. وفقًا للموسوعة الإيرانية، فإن "الدافع الأساسي للملكية الإيرانية، وهو الكاريزما الأسرية الوراثية، والتي على الرغم من إمكانية فقدانها، كانت في جذر الأفكار التي انتشرت على نطاق واسع في العصرين الهلنستي والروماني".على سبيل المثال، مثل tyche basileos، وfortuna regia، ونعمة الخلاص (الحظ) لثروة الملك؛ وربما أيضًا farrah الملكية في tyche للحكام الهلنستيين المختلفين في العصرين السلوقي والأرساكي وكذلك ملوك كوشان لأن مفهومي الخوارنة / الخوارنة والكلمة الآرامية (gd(y)) كانا شائعين في المناطق نفسها، ولهما خصائص مشتركة عديدة، فمن المحتمل أن يكون المفهوم الرافديني قد أثر على المفهوم الزرادشتي. من ناحية أخرى، قد يكون الخوارنة أيضًا جانبًا من التراث الثقافي الهندي الإيراني للزرادشتية، إذ يبدو أن الخوارنة لها مثيل في التيجاس الهندية، حيث ترتبط الملكية أيضًا بالروعة الساطعة وقوة النور والنار.
ظهور الزورفانية
يعتقد بعض العلماء أن ظهور الزرفانية كان بسبب اتصال الزرادشتية بالديانتين البابلية واليونانية ، ولكن يعتقد البعض أيضًا أن زورفان كان إلهًا للديانة الميدية واستمرت عبادته في الزرادشتية.

## تأثير اليهودية
ساوشيانت
ووصف الدكتور الزرادشتي أردشير خورشيديان ، وهو من المبادين ( منصب ديني عالي في الزرادشتية) ورئيس جمعية المبيدان في طهران ، فكرة ساوشيانت بأنها قد طورت من قبل الزرادشتيين وأن فكرة أن ساوشيانت هو الموعود جاءت من اليهود، ولكن مع الفتح الإسلامي لبلاد فارس أصبحت الفكرة أكثر انتشارًا بين الزرادشتيين.
ويقول أيضًا كورش نيكنام ، وهو كاتب زرادشتي وباحث في الثقافة الإيرانية القديمة ومن المبادين، إن فكرة المخلص هي تفسير خاطئ من قبل كهنة العصر الساساني وأنه في الحقيقة لا يوجد مخلص، بل التفسير الصحيح لكلمة ساوشيانت هو المفيد من المقدس.
الدكتورة دينا جي ماكنتاير، وهي امرأة هندية-أمريكية زرادشتية، متخصصة في دراسة الغاتاس، أنكرت وجود مخلص واعتبرته فكرة ظهرت في الأدبيات اللاحقة.
وقد قال فرهنك مهر وهو ايضا زرادشتي بأن المعجزات المنسوبة في النصوص البهلوية إلى آشو زرادشت أو إلى المنقذين من بعده غير موجودة في الجاثا وأن الدنكارد الذي ألف في القرن العاشر عن المعجزات المنسوبة إلى ميلاد زرادشت وحواره مع أهورا مزدا وأمشا سبنتا ، كما يعتقد أن هذه النصوص كتبت بعد قرون من زوال الساسانيين وأن سبب تأليفها يكمن في تنافس الديانات الإبراهيمية التي بدأت تكتسب التفوق السياسي في المنطقة، فبدأت الزرادشتية تنسب إلى زرادشت معجزات مساوية ومتساوية مع معجزات أنبياء الديانات الإبراهيمية
وقد قدم العديد من العلماء، مثل جيمس دارمستيتر ادلة على تاثر اتباع الزرادشتية باليهودية, كما أنكر الدكتور كيرسي أنتيا، رئيس الكهنة الزرادشتيين في شيكاغو ، إلينوي، أن تكون أوجه التشابه بين اليهودية والزرادشتية ناجمة عن التأثير الفارسي على اليهودية
قصص حياة زرادشت
تشير الموسوعة الإيرانية إلى أن قصص حياة زرادشت قد حُرِّفت باقتباس قصص من المسيحية واليهودية ونسبها إلى زرادشت. إلا أن معظم هذه الاقتباسات كانت من الإسلام بعد دخول المسلمين إلى بلاد فارس، إذ كان وسيلةً لرجال الدين الزرادشتيين لترسيخ دينهم.

## تأثير المسيحية
في ستينيات وسبعينيات القرن التاسع عشر، فسّر اللغوي مارتن هاوغ النصوص الزرادشتية المقدسة بمصطلحات مسيحية، وقارن اليازاتا بملائكة المسيحية. في هذا السياق، يُعتبر الأميشا سبنتاس حاشية رئيس الملائكة لأهورا مزدا، بينما يُشكّل الهمكارون حشدًا داعمًا للملائكة الأقل شأنًا.
في الوقت الذي كتب فيه هاوج ترجماته، كان مجتمع البارسي (أي الزرادشتيين الهنود) يتعرض لضغط شديد من المبشرين الإنجليز والأمريكيين، الذين انتقدوا الزرادشتيين بشدة بسبب - كما وصفهم جون ويلسون عام 1843- "تعدد الآلهة"، الذي جادل المبشرون بأنه أقل قيمة بكثير من "توحيدهم". في ذلك الوقت، كانت الزرادشتية تفتقر إلى علماء لاهوت خاصين بها، ولذلك كان الزرادشتيون غير مؤهلين لإثبات وجهة نظرهم. في هذه الحالة، جاء تفسير هاوج المضاد بمثابة راحة مُرحب بها، وقُبل (بشكل عام) بامتنان باعتباره شرعيًا.
انتشرت تفسيرات هاوج لاحقًا على أنها تفسيرات زرادشتية، ثم وصلت في النهاية إلى الغرب حيث اعتُبرت داعمة لتفسير هاوج. ومثل معظم تفسيرات هاوج، فإن هذه المقارنة راسخة اليوم لدرجة أن تفسير كلمة "يازاتا" على أنها "ملاك" مقبول عالميًا تقريبًا؛ وكلاهما في منشورات موجهة لعامة الجمهور. وكذلك في الأدبيات الأكاديمية (غير اللغوية).
ويضيف أيضًا مانيكجي نوسروانجي دهالا، وهو مبادين وعالم دين زرادشتي باكستاني، أنه عندما حاول البارسيون الدفاع عن دينهم من انتقادات المبشرين المسيحيين، لجأوا إلى التفسير المجازي بدلاً من الدفاع عن المعتقدات مثل القول بأن أهريمان كان رمزًا للتجديف وليس كيانًا حيًا، وجعل من طقوس التطهير تعبيرًا مجازيًا.

## تأثير الإسلام

### الفتح الإسلامي لبلاد فارس
يذكر المستشرق آرثر كرستنسن في كتابه " إيران في العصر الساساني" أن المصادر التي ترجع إلى عهد الدولة الساسانية في اللغة الفارسية القديمة والتي تشير إلى العقيدة الزرادشتية لا تتطابق مع المصادر التي ظهرت بعد انهيار الدولة، مثل المصدر البهلوي وغيره، والسبب هو أنه بسبب سقوط الدولة الساسانية حاول رجال الدين الزرادشتيون إنقاذ دينهم من الانقراض من خلال تعديله ليشبه دين المسلمين للاحتفاظ بالأتباع في الديانة الزرادشتية. ويذكر الدكتور كيرسي أنتيا بان النصوص البهلوية ( الكتابات الزرادشتية باللغة البهلوية التي ظهرت بعد سقوط الإمبراطورية الساسانية) تعرضت لتاثير اجنبي

ويعلق جيراردو جنولى الإيطالي, مؤرخً للأديان والخبيرً في الشؤون الإيرانية على أن الفتح الإسلامي لبلاد فارس كان له تأثير كبير على العقيدة الزرادشتية.
بعد الفتح الإسلامي لبلاد فارس وهجرة العديد من الزرادشتيين إلى الهند وبعد تعرضهم للدعاية الإسلامية والمسيحية ذهب الزرادشتيون وخاصة البارسيون في الهند إلى حد إنكار الثنائية واعتبار أنفسهم موحدين تماما وبعد عدة تحولات وتطورات تلاشت تدريجيا إحدى السمات المميزة للديانة الزرادشتية وكادت أن تختفي من الزرادشتية الحديثة 
ووصف مانيكجي نوسروانجي, عقيدة طائفة الكيومرثية بأنها محاولة أخرى للتخفيف من الثنائية التي لطالما شكّلت جوهر الزرادشتية. ويرجع ذلك إلى تأكيد النبي محمد على التوحيد وجراء استهزاء المسلمين بعقيدة عبادة إلهين، مما جعل الزرادشتيين يعتبرون الثنائية عيبًا، فأضافوا إليها التوحيد، مما أدى إلى انقسام الزرادشتيين إلى فرق. ويذكر أمثلة على محاولة الزرادشتيين ترسيخ عقيدة توحيدية من خلال التقليل من أهمية أهريمان، مثل القول بأن أهورامزدا أجاز وجود الشر، أو أن أهريمان كان ملاكًا فاسدًا ثار على أهورامزدا. ثم يذكر اسم كتاب فارسي من القرن 15 يذكر أن المجوس (الزرادشتيين) يعتقدون أن الله وإبليس أخوان
ويقول دونر إن "الزرادشتيين استمروا في الوجود بأعداد كبيرة في شمال وغرب إيران وأماكن أخرى لعدة قرون بعد ظهور الإسلام، والواقع أن الكثير من مجموعة النصوص الدينية الزرادشتية تم إعدادها وكتابتها خلال الفترة الإسلامية"

### صلاة المناجاة
المناجاة بالإنجليزية (Monajat) ، تقليدٌ للدعاء تطور في وقت متأخر نسبيًا في القرن الثالث عشر، حيث ظهر بسبب تأثير دين الاسلام وعلى عكس أشكال الصلاة التقليدية، والتي عادةً ما تكون بالأفستية، تُؤدى صلوات المناجاة باللغة الأم، وعادةً ما تكون بالفارسية للزرادشتيين الإيرانيين وبالغوجاراتية الزرادشتيين الهنود، على التوالي وتتميز هذه الصلوات بتنوعها الكبير، ويمكن تأليفها شعرًا أو نثرًا.

### جسر جينفات
جسر جينفات او جسر شيناواد في الزرادشتية هو جسر الغربلة ، الذي يفصل عالم الأحياء عن عالم الأموات. يجب على جميع الأرواح عبور الجسر عند الموت, ينكر الزرادشتي كورش نيكنام وجود جسر في الزرادشتية ويقول بان كهنة الساسانين دمجه عقائد من اديان اخرى الى الزرادشتية, فا يعتبر فكرة الجسر عقيدة غير زرادشتية الاصل

### دمج شخصيات زرادشتية بشخصيات مسلمة
قام الزرادشتيون بدمج شخصياتهم زرادشتية بشخصيات مسلمة حيث ادعه، بان زرادشت هو إبراهيم وان جمشيد هو اسم آخر لملك سليمان.

### ثورة بهافريد
كان بهافريد أحد أتباع الزرادشتية الفارسيين في القرن الثامن، والذي بدأ ثورة فلاحية دينية بعناصر من الزرادشتية والإسلام. كان يؤمن بزرادشت ويؤيد جميع المؤسسات الزرادشتية. كان أتباعه يصلون سبع مرات في اليوم في نحوالشمس، ويحرمون المسكرات، ويحافظون على شعرهم طويلاً ويحرمون التضحية بالماشية إلا عندما تكون هشة. تم قمع ثورته من قبل القائد العباسي أبو مسلم، وتم إعدامه شنقًا. ومع ذلك، اعتقد أتباعه أنه سينزل مرة أخرى. انضم بعض أتباعه إلى حركة الأستاذ سيس.

#### ثورة أستاذ سيس
حركة أستاذ سيس تعتبر استمرار لحركة بهافريد حيث ادعى النبوة وقام بثورة ولكن تم قمعه ايضا وبحسب الشهرشتاني، هناك جماعة بين الزرادشتيين تسمى السيسانية والبهفريدية. وخلص بعض الباحثين إلى أن الشهرشتاني ذكر هذين الاسمين دون اختلاف، وأن آراءهما كانت واحدة أو على الأقل متشابهة. لم تكن حركة ستادسيس سياسية فحسب، بل كان لها أيضًا جانب ديني: فقد كتب أنه ادعى أنه نبي وأن أصحابه ارتكبوا الكفر والفجور والسرقة.

### تمرد الخرمية
الخُرامون تأسست هذه الطائفة على يد رجل الدين الفارسي سنباد، وكانت بمثابة إحياء لطائفة المزدكية سابقة, مزجت بين الإسلام الشيعي والزرادشتية, أن شهرتها الحقيقية كانت في تبنيها من قبل بابك خرم الدين كأساس للتمرد ضد الخلافة العباسية.

#### ثورة إسحاق الترك
إسحاق الترك، الداعية الذي أرسله أبو مسلم، حاكم خراسان والشخصية الرائدة في الثورة العباسية، إلى الشعب التركي في بلاد ما وراء النهر. كان لديه ميول زرادشتية أو خرمي، وبعد أن قتل الخليفة المنصور أبا مسلم في عام 137/755، بشر بأن أبا مسلم كان رسولاً لزرادشت وأنه بقي على قيد الحياة في جبال الري، ومن هناك سيعود وهكذا نال ولاء بعض الجماعات التي قبلت أبا مسلم إمامًا وحتى كظهور للألوهية، ولم يكن من الممكن تلقي رسالته ونشرها إلا بين الأشخاص ذوي المشاعر الزرادشتية أو أولئك الذين استخدموا مثل هذه المشاعر للترويج لنضالهم ضد العرب.

### ثورة المقنع
كان المقنع زعيمًا دينيًا، وكان في الأصل صانعًا للأقمشة من مرو في خراسان ، وقاد ثورة في تلك المقاطعة ضد الخليفة العباسي المهدي . كان المقنع يدعو إلى عقيدة تجمع بين عناصر الإسلام والزرادشتية ، واستمر في الحرب لمدة ثلاث سنوات تقريبًا في الميدان وسنتين إضافيتين في حصنه في سنام قبل أن يُهزم في النهاية وينتحر.

### آذرکیوانیان
آذرکیوانیان طائفة زرادشتية ظهرت في الدولة الصفوية وأسسها آذر كيوان الذي كان تلميذ أبو الفتوح يحيى بن حبش بن أميرك السُّهروردي. وكانت معتقدات آذر كيوان وأتباعه صوفية وبعض من ممارسات اليوغا الهندية مع فلسفة إشراقية ولكن ليس بالطريقة الشاملة اللازمة لإلقاء الضوء الواجب على التعبيرات النصية